# Crooked X
Crooked X var ett hårdrocksband som bildades av Forrest French (gitarr och sång), Jesse Cooper (gitarr), Boomer Simpson (trummor), och Josh McDowell (bas). De kom från Coweta i Oklahoma och är födda 1993. De har varit förband åt bland annat Ted Nugent, Alice Cooper och Blackstone Cherry. De har även varit förband åt Kiss turné 2008 (Alive/35 Tour) i England, Tyskland, Ryssland och Sverige.

## Medlemmar
Senaste medlemmar
- Jesse Cooper – sologitarr, bakgrundssång (2007–2011)
- Boomer Simpson – trummor, bakgrundssång (2007–2011)
- Kevin Currie – sång, gitarr (2010–2011)
- Bradd Johnson – basgitarr (2010–2011)

Tidigare medlemmar
- Forrest French – sång, gitarr (2007–2010)
- Josh McDowell – basgitarr (2007–2010)

## Diskografi
Studioalbum
- Crooked X (2009)

EP
- Till We Bleed (2008)